# Люблинец
Люблѝнец (на полски: Lubliniec; на силезийски: Lublynec; на немски: Lublinitz) е град в Южна Полша, Силезко войводство. Административен център е на Люблинешки окръг. Обособен е в самостоятелна градска община с площ 89,36 км2.

## Население
Според данни от полската Централна статистическа служба, към 1 януари 2014 г. населението на града възлиза на 24 316 души. Гъстотата е 272 души/км2.